# Coral (Illinois)
Pour les articles homonymes, voir Coral.
Coral est une communauté non incorporée du comté de McHenry (Illinois, États-Unis), en banlieue de Chicago.

## Géographie
Coral se trouve aux intersections de la U.S. Route 20 et des East Coral et West Coal Road. La communauté se trouve dans l'Aire métropolitaine de Chicago.